# Bekenntnisse einer Highschool-Diva
Bekenntnisse einer Highschool-Diva ist eine US-amerikanische Teenagerkomödie aus dem Jahr 2004. Sie basiert auf dem gleichnamigen Roman von Dyan Sheldon. Lindsay Lohan spielt die Titelrolle der ‘Lola’ Cepes in diesem Disney-Film. Ihre Antagonistin, Carla Santini, wird von Megan Fox dargestellt.

## Handlung
Die 15-jährige Mary Elizabeth Cep, die sich schon im Alter von fünf Jahren selbst den Namen Lola gegeben hat, liebt es, im Rampenlicht zu stehen und träumt davon, eine erfolgreiche Schauspielerin zu werden. Als sie mit ihrer Mutter und ihren kleinen Zwillingsschwestern von New York nach Dellwood, einen Vorort in New Jersey, zieht, hat sie das Gefühl, in die tiefe Provinz versetzt worden zu sein. So meint sie wörtlich: I was born and nurtured in New York, the center of the universe. Unfortunately, my mother is moving me to another planet. New Jersey.
Das einzig Gute an diesem Umzug ist für Lola die Aussicht, der neue Star an der Highschool zu werden, doch diese Rolle hat bereits die arrogante Carla Santini übernommen. Eine Seelenverwandte findet Lola ausgerechnet in der Außenseiterin Ella, die wie Lola ein großer Fan der Rockband „Sidarthur“ ist. Der Frontmann der Band, Stu Wolff, ist für Lola ein moderner Shakespeare und ihr großes Idol.
Einen ersten kleinen Sieg über ihre Rivalin Carla erringt Lola, als sie die Hauptrolle in der Schulaufführung „Pygmalion“ erhält. Ihre Freude weicht jedoch tiefer Trauer, als sie erfährt, dass ihre Lieblingsband „Sidarthur“ sich auflöst. Sowohl Lola als auch ihre Rivalin Carla sind fest entschlossen, das Abschiedskonzert der Band, das in New York stattfinden soll, zu besuchen. Als Carla damit angibt, dass sie auch Karten für die Aftershow-Party in Stus Haus hat, behauptet Lola, ebenfalls solche Karten zu besitzen und bringt sich und Ella damit in große Bedrängnis. Wenn es den beiden nicht gelingt, tatsächlich auf die Party zu kommen, machen sie sich zum Gespött der Schule.
Nur mit viel Mühe gelingt es Lola und Ella, ihre Eltern davon zu überzeugen, sie nach New York fahren zu lassen. Da die beiden Mädchen keine Karten für das Konzert bekommen haben, suchen sie vor der Halle nach einem Schwarzhändler, stellen jedoch fest, dass sie ihr gesamtes Geld im Zug nach New York vergessen haben.
Lola ist jedoch davon überzeugt, dass sie es auf die Aftershow-Party schaffen und macht sich mit Ella zu Fuß auf dem Weg zu Stus Haus, das sie aus einem Magazin kennen. Nach einer Weile bemerken die Mädchen, dass sie von einem Mann mit einem Hund verfolgt werden, doch Lola erkennt, dass der vermummte Mann ihr Vater ist, der ihr zum Schutz folgt. Da Lola, um sich interessanter zu machen, immer behauptet hat, ihr Vater sei bei einem tragischen Unfall ums Leben bekommen, bittet sie ihn, sich zurückzuziehen.
Schließlich finden die Mädchen Stus Haus, kommen jedoch nicht am Türsteher vorbei. Plötzlich torkelt der sturzbetrunkene Stu aus dem Haus, nachdem er sich mit seinen Noch-Bandkollegen gestritten hat. Lola und Ella folgen dem orientierungslosen Star und bringen ihn zur Ausnüchterung in ein Café. Dort benimmt sich Stu jedoch so daneben, dass die drei von zwei anwesenden Polizisten verhaftet werden. Lola ist nun gezwungen, ihren Vater anzurufen, womit ihre Lüge auffliegt. Ella ist schwer enttäuscht von ihrer neuen Freundin.
Als Stu wieder zu sich kommt, lädt er die Mädchen und Lolas Vater zu seiner Party ein. Nachdem sich Lola mit Ella versöhnt hat, genießen die beiden Mädchen ihren Triumph, als Carla sie auf der Party sieht.
Lola hofft darauf, mit Stu über dessen Musik sprechen zu können, doch der Rockstar ist schon wieder betrunken. Lola fühlt sich völlig desillusioniert und sagt Stu auf dem Kopf zu, dass dieser ein Säufer sei.
Am nächsten Schultag freuen sich Lola und Ella darauf, ihre Geschichte zu erzählen, doch Carla hat in der ganzen Schule verbreitet, dass Lola gar nicht auf der Party gewesen sei. Im Gegensatz zu Lola und Ella hat Carla Fotos von der Feier. Niemand glaubt Lola ihre Geschichte und sie wird von allen ausgelacht. Daraufhin will sie nicht mehr in dem Theaterstück auftreten, doch Ella überzeugt ihre Freundin davon, nicht so einfach aufzugeben. Lolas Auftritt wird schließlich ein voller Erfolg, was Carla gar nicht passt.
Auf der anschließenden Party in Carlas Haus taucht plötzlich Stu auf. Er hat sich Lolas Worte sehr zu Herzen genommen und will seine Alkoholprobleme bekämpfen. Er bedankt sich bei Lola und tanzt mit ihr. Dies beweist allen, dass Lola die Wahrheit gesagt hat und nun wird Carla zum Gespött ihrer Mitschüler. Doch Lola zeigt sich versöhnlich und schließt Frieden mit Carla.
Nach diesen Ereignissen fühlt sich Lola nun auch bereit für eine Beziehung mit ihrem Mitschüler Sam.

## Hintergrund
Das Budget des Films lag bei 15 Millionen US-Dollar; das Einspielergebnis betrug 29 Millionen US-Dollar.

## Kritiken
VideoWoche: „Wer das Jungsein noch nicht ganz aus seinem Gedächtnis verdrängt hat, wird sich mit Sara Sugarmans nettem Komödienabenteuer bestens identifizieren können.“
Robert K. Elder bezeichnet den Film in der Chicago Tribune als „Star-Vehikel mit drei platten Reifen und Zucker im Tank“.
John Monaghan beschreibt den Film in der Detroit Free Press als „Mix aus der Brady Family, Britney Spears, California High School und Hilary Duff“.